# Notobranchaea longicollis
Notobranchaea longicollis is een slakkensoort uit de familie van de Notobranchaeidae. De wetenschappelijke naam van de soort is voor het eerst geldig gepubliceerd in 1913 door Bonnevie.